# Guandi-Talsperre
Die Guandi-Talsperre (chinesisch 官地大壩, Pinyin Guāndì Dàbà) ist ein  Talsperrenprojekt mit einem Wasserkraftwerk am Yalong Jiang, dem Oberlauf des Jangtsekiang in der Provinz Sichuan im Südwesten der Volksrepublik China.
Die Staumauer, die aus Walzbeton (RCC) gebaut wurde, steht am Yalong zwischen der Jinping-II-Talsperre oberhalb und der Ertan-Talsperre unterhalb. Sie ist von der Stadt Xichang 30 Kilometer Luftlinie und 80 Straßenkilometer entfernt. Der Hauptzweck der Talsperre ist die Stromerzeugung mittels Wasserkraft. Sie ist eines der mehr als 20 Wasserkraftprojekte am Yalong.
Der Stausee versorgt vier Turbinen und Generatoren mit Triebwasser. Sie haben jeweils eine Nennleistung von 600 MW, so dass die gesamte Leistungsfähigkeit bei 2400 MW liegt. Die Turbinen stehen in einem unterirdischen Krafthaus am rechten Flussufer. Der Bau begann am 20. Oktober 2010 und die letzte Turbine wurde im März 2013 in Betrieb genommen. Mit dem Strom der Talsperre wird der Osten Chinas direkt versorgt.